# 사이타마현 제3구
사이타마현 제3구(일본어: 埼玉県第3区)는 일본의 중의원 선거구이다. 1994년 일본 공직선거법이 개정되면서 신설되었다.

## 지역
- 소카시
- 고시가야시（토부 이세자키 선, 4번 국도, 모토아라카와로 구분된 지역, 즉 고시가야시 제17~22, 66투표구 이외의 지역)
  - 아카야마초1-5초메, 아카야마혼마치, 아즈마마치1-6초메, 이하라1,2초메, 오야오사토, 오사와, 오사와1-4초메, 오야오스기, 오야오토마리, 오야오바야시, 오야오후사, 오야오마츠, 오마노초1-5초메, 오야오요시, 오야오소가와, 오야가미마쿠리 (976 - 1075번지 제외), 오야가모, 가모1-4초메, 가모아카네초, 가모아사히초, 가모아타고초, 가모코토부키초, 가모니시마치 1,2초메, 가모히가시초, 가모혼초, 가모미나미초, 가와야나기1-6초메, 가소네1-3초메, 오야키타우시로야, 오야키타카와사키, 기타코시가야1-5초메, 고시가야, 고시가야1-5초메, 고시가야혼초, 고텐초, 사가미마치1-7초메, 시치자초1초메, 시치자초4-8초메, 오야시모마쿠리, 신카와초1, 2초메, 신코시가야1,2가, 신메이초1,2초메, 오야스나하라, 센겐다이히가시1-4초메, 다이세이1-8초메, 오야나카지마, 나카지마1-3초메, 오야나가시마, 나카마치, 오야니시아라이, 오야니시가타, 니시가타1,2초메, 오야노지마, 노보리토초, 오야하나다, 하나다1-7초메, 히가시오사와1-5초메, 히가시코시가야1-10초메, 히가시야나기다초, 오야히라카타, 히라카타미나미초, 오야후쿠로야마 (671-679,681-687,696-699,704,728-753,761-805,811-837,843,856-888,899-952,978-1021,1081-1162,1164-1187,1191-1218,1677,1717,1718,1756,1757,1851-2001,2004-2060번지), 오야후나와타, 오야마시바야시, 마시바야시1-3초메, 오야마스모리, 마스모리1,2초메, 오야미나미오기시마 (1-4013, 4095, 4096, 4131-4135번지), 미나미코시가야1-5초메, 미나미마치1-3초메, 미야마에1초메, 미야모토초1-5초메, 오야무카이바타, 모토야나기다초, 야사카초1-4초메, 오야야주로, 나카초1-4초메, 야나기초, 야요이초, 유츠 단지 1-4초메, 레이크 타운 1-9초메

2017년 선거구 개편으로 일부 지역의 경계가 변경되었다.